# Alexander Coosemans
Alexander Coosemans (baptisé à Anvers le 18 mars 1627 - mort le 28 août 1689 à Anvers) est un peintre flamand spécialisé dans les natures mortes de fleurs, de fruits et de gibier, des Vanités et des Pronkstilleven (natures mortes ostentatoires).

## Biographie
On sait très peu de choses sur la vie de Coosemans. Il est né à Anvers où il est baptisé le 18 mars 1627. Son père est un charpentier de Bruxelles devenu citoyen d'Anvers en 1617. Sa mère est Geertruid Beeck. Son père a une entreprise florissante de commerce de tissus et peut se permettre d'envoyer son fils chez un bon professeur.

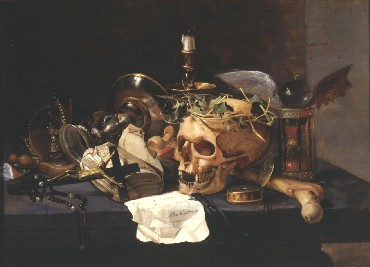
Vanité

Coosemans devient élève de Jan Davidszoon de Heem en 1641. De Heem est le principal peintre de natures mortes des Pays-Bas en 1641. Il devient maître dans la guilde de la guilde de Saint-Luc d'Anvers en 1645.  
Il se trouve en Italie entre 1649 et 1651. Il y travaille sur des commandes pour les Doria-Pamphili-Landi et apporte des natures mortes de fruits et de fleurs pour les peintures décoratives de Pasquale Chiesa au Palazzo del Principe (également appelé "villa di Andrea Doria") à Gênes et au Palazzo Doria Pamphilj à Rome.
Coosemans revient à Anvers en 1651. Il reste célibataire et aurait résidé à Anvers jusqu'à sa mort, le 28 octobre 1689.

## Œuvre
Il a peint des natures mortes de fleurs, de fruits et de gibier, des Vanités et des Pronkstilleven (natures mortes ostentatoires). 
Ses natures mortes sont généralement plus variées et plus nombreuses que celles de son maître de Heem. Il préfère également les effets de lumière dramatiques dans des décors artificiels, ce qui contraste avec l'utilisation par de Heem de motifs de couleurs harmonieux et de tonalités subtiles pour créer une illusion naturaliste. Sa résidence en Italie a clairement influencé son style.